# Perzijska vrata
Perzijska vrata su drevni naziv za uski prolaz južno od planine Dena u gorju Zagros, danas poznat kao Tang-e Mejran. Planinski prolaz povezuje gradove Jasudž na zapadu i Sede na istoku, odnosno iranske pokrajine Kuhgiluje i Bojer-Ahmad i Fars.
Prolaz je poznat po žestokoj starovjekovnoj bitci između Aleksandra Makedonskog i perzijskog generala Ariobarzana, gdje su perzijske elitne trupe odbijale makedonske napade mjesec dana. Ipak, unatoč golemim makedonskim gubicima bitka je završila Aleksandrovom pobjedom, dok su svi Perzijanci poginuli.

## Vanjske poveznice
- Perzijska vrata (Yasuj), Livius.org  Arhivirana inačica izvorne stranice od 17. studenoga 2011. (Wayback Machine)
- Ariobarzan (enciklopedija Iranica, A. Sh. Shahbazi)  Arhivirana inačica izvorne stranice od 4. prosinca 2008. (Wayback Machine)